# Lathys lepida
Lathys lepida là một loài nhện trong họ Dictynidae.
Loài này thuộc chi Lathys. Lathys lepida được Octavius Pickard-Cambridge miêu tả năm 1909.